# Renaud et Armide (Le Tintoret)
Pour les articles homonymes, voir Renaud et Armide.
Renaud et Armide est un tableau attribué au peintre italien Le Tintoret, qui l'aurait réalisé vers 1580-1590. Cette huile sur toile est une illustration de La Jérusalem délivrée, par le poète italien Le Tasse. Elle représente Armide nue s'apprêtant à rendre son manteau à Renaud, assis à côté d'elle. Très probablement entrée dans ses collections en 1903, l'œuvre est conservée au musée des Beaux-Arts d'Agen, à Agen, en Lot-et-Garonne, en France. Répertoriée dans les inventaires antérieurs comme une copie du XIXe siècle d'une peinture de l'école de Paul Véronèse, elle n'est reconnue comme un chef-d'œuvre ancien qu'à la suite d'un récolement en 1997.